# Bocydium sakakibarai
Bocydium sakakibarai (лат.) — вид горбаток рода Bocydium из подсемейства Stegaspidinae (Membracidae).  Назван в честь бразильского энтомолога Albino M. Sakakibara.

## Распространение
Неотропика: Колумбия.

## Описание
Мелкие равнокрылые насекомые (около 5 мм) с большим разветвлённым спинным отростком на груди. От близких видов отличается следующими признаками: общая окраска преимущественно черная, ноги жёлтые; переднее крыло в основном тёмно-коричневое и непрозрачное; поверхность крупно пунктированная; центральная ножка вздутий переднеспинки высокая и тонкая, верхушка ножки не расширена в луковичную структуру, при виде спереди выпуклая (V-образная); первичная боковая ветвь, особенно боковые луковицы, при взгляде спереди и сбоку направлены вверх; всего вздутий 4; боковые луковицы конические на виде сверху; длина боковых шипов примерно равна длине боковых луковиц. Обитают на Miconia Ruiz & Pav. (семейство Melastomataceae).